# Fűrész X.
A Fűrész X. (eredeti cím: Saw X) 2023-as amerikai horrorfilm, melyet Peter Goldfinger és Josh Stolberg forgatókönyvéből Kevin Greutert rendezett. A Fűrész-filmsorozat tizedik része, valamint a Fűrész (2004) közvetlen folytatása és a Fűrész II. (2005) előzményfilmje. A főbb szerepekben Tobin Bell, Shawnee Smith, Synnøve Macody Lund, Steven Brand, Michael Beach és Renata Vaca látható.
Az Amerikai Egyesült Államokban 2023. szeptember 29-én, míg Magyarországon 6 nappal később mutatták be a mozikban.

## Cselekmény
John Kramerrel közlik, hogy előrehaladott agydaganata miatt már csak hónapjai vannak hátra. A kórházban még meglát egy takarítót, aki egy mozgásképtelen beteg holmijai között matat és elveszi a karóráját. A következő pillanatban a dolgozó lekötözve ül egy ismeretlen, sötét helyen. John hangja szól: közli vele, hogy látta mit tett és egyáltalán nem tetszett neki. Épp ezért, ha nem akarja, hogy elveszítse a szemeit, akkor ki kell törnie jobb keze valamennyi ujját. A szerencsétlen férfi próbálkozik, de a fájdalom olyan erős, hogy a harmadik ujja után már képtelen folytatni, ezért a porszívóból létrehozott, ám sokkal erősebb szívóerővel bíró csapda kiszippantja mindkét szemgolyóját.
A következő pillanat visszatér a jelenbe: a csapda csak John képzeletében játszódott le. A takarító észreveszi, hogy John figyeli, így meggondolja magát és inkább békén hagyja a beteg dolgait. John közli is vele, hogy helyesen döntött.
Részt vesz egy rákosokat támogató találkozón, ahol találkozik Henry Kesslerrel, aki azt állítja, hogy szintén halálos diagnózist kapott. A fizikailag elszegényedett John később találkozik a látszólag egészséges Henryvel, aki azt állítja, hogy a Dr. Pederson csoportja által végzett kísérleti norvég rákkezeléssel meggyógyult. A kétségbeesett John kapcsolatba lép az orvos lányával, Cecilia Pedersonnal, aki a mexikóvárosi klinikára irányítja őt.
Johnt Diego viszi a klinikára, ahol találkozik Ceciliával és csapatával - Mateóval, Valentinával és Dr. Cortezzel -, valamint egy Gabriela nevű fiatal nővel, aki azt állítja, hogy Cecilia meggyógyította, és egy másik beteggel, Parker Searsszel, akit éppen most műtöttek meg. John megismerkedik Carlosszal, egy fiatal fiúval is, aki a közelben lakik, és a két fiú között baráti kapcsolat alakul ki, amikor John megjavítja a biciklijét. Johnt megműtik, és arra ébred, hogy Cecilia közli vele, hogy most már rákmentes. Az új életre kelve John ajándékot vásárol Gabriela számára; azonban a klinikára visszatérve elhagyatottan találja a klinikát, és rájön, hogy az egész műtét átverés volt.
Mivel John kitalálta, hogy "Dr. Cortez" álruhában Diego, elrabolja őt, és csapdába ejti, ahol a húsán keresztülvágva kell eltávolítania a karjára erősített robbanóanyagot. Diego túléli a csapdát, és átadja az átverésben részt vevő összes érintett adatait. Kirakós tanítványa, Amanda Young ezután elrabolja Ceciliát és csapatát; négyen a klinikán ébrednek fel, ahol John és Amanda Kirakós legújabb játékának alanyaiként üdvözli őket.
Valentinának az a feladata, hogy egy Gigli-fűrésszel levágja a lábát, és annyi csontvelőt vegyen ki belőle, amennyi a kulcs felszabadításához és a kiszabaduláshoz szükséges. Bár sikerül eltávolítania a lábát, az ideje lejár, és lefejezik. Cecilia képes segítséget hívni, de Amanda sokkolja és elkobozza a telefont. Parker betör a klinikára, azt állítva, hogy vissza akarja kapni a pénzét. Amanda lefogja Parkert, miközben Mateo kénytelen a saját koponyájába fúrni és eltávolítani az agyszövetének egy részét, hogy egy másik kulcshoz jusson. Miután túl sokáig tart, egy felhevített, hegyesfogú azték istenséget ábrázoló maszk záródik az arcára, és megöli. Gabriela következik, akit csuklójára és bokájára erősített bilincsekkel lógatnak fel, miközben ionizáló sugárzásnak teszik ki, és egy kalapáccsal kell eltörnie a bilincselt végtagjait, hogy megszökhessen. Sikerül neki, és John utasítja Amandát, hogy vigye kórházba. Mielőtt azonban ez megtörténhetne, az immár szabaddá vált Parker fegyverrel kényszeríti őket, hogy kiszabadítsák Ceciliát (Parker valójában Cecilia szeretője és bűntársa).
Cecilia kitöri Gabriela nyakát, és elárulja, hogy ő hívta fel Parkert, aki részt vesz az átverésben, hogy kiszabadítsa őt. Arra kényszeríti Johnt, hogy beleláncolja magát a csapdájába. Meghallja Carlost a létesítményen kívül, és miután észreveszi, hogy John összebarátkozik a fiúval, Johnnal szemben egy hintaszerű csapdába láncolja, amely vérrel locsolja őket. Parker és Cecilia elmennek, hogy visszaszerezzék az ellopott pénzzel teli táskát John vezérlőszobájából; azonban működésbe lép egy drótakadály, amely bezárja Parkert és Ceciliát a szobába, és kiszabadítja Johnt és Carlost. John felfedi, hogy Diego feladta Parkert, mint az egyik csalót, és becsapta Ceciliát, hogy a létesítménybe csalogassa. Halálos vegyi gáz kezdi betölteni a szobát. Cecilia halálra szúrja Parkert, de csak nézni tudja, ahogy John, Amanda és Carlos (akinek John a pénzt adta) elhagyja a létesítményt, míg ő fogva marad.
Nem sokkal később Henry, aki maga is a csalásban cinkos volt és több dologban hazudott Johnnak, egy lepukkant fürdőszobában ébred fel egy új csapdával a hasára szíjazva, amelyet John és Mark Hoffman felügyel.

## Szereplők
| Szerep                | Színész             | Magyar hang        |
| --------------------- | ------------------- | ------------------ |
| John Kramer / Kirakós | Tobin Bell          | Fodor Tamás        |
| Amanda Young          | Shawnee Smith       | Solecki Janka      |
| Dr. Cecilia Pederson  | Synnøve Macody Lund | Kovács Patrícia    |
| Parker Sears          | Steven Brand        | Koncz István       |
| Gabriela              | Renata Vaca         | Tamási Nikolett    |
| Diego                 | Joshua Okamoto      | Gacsal Ádám        |
| Mateo                 | Octavio Hinojosa    | Kis Horváth Zoltán |
| Valentina             | Paulette Hernandez  | Tornyi Ildikó      |
| Carlos                | Jorge Briseño       | Nagy Krisztofer    |
| Mark Hoffman          | Costas Mandylor     | Németh Gábor       |
| Henry Kessler         | Michael Beach       | Papucsek Vilmos    |
| Doktor                | David Alfano        | Egressy G. Tamás   |

### Magyar változat
- Főcím: Welker Gábor
- Magyar szöveg: Kis János
- Hangmérnök és vágó: Szabó Miklós
- Gyártásvezető: Boskó Andrea
- Szinkronrendező: Kosztola Tibor
- Produkciós vezető: Jávor Barbara

A szinkron a Dub 4 Studiosban készült el.

## A film készítése
2021 áprilisában jelentették be, hogy a Fűrész-franchise tizedik része, Fűrész X. címmel a Twisted Pictures fejlesztésében fog megjelenni. Josh Stolberg és Peter Goldfinger, a sorozat előző két részének, a Fűrész – Újra játékban és a Spirál: Fűrész hagyatéka írói megerősítették, hogy a forgatókönyv 2021 decemberében elkészült.
2022 októberében megerősítették, hogy Tobin Bell újra eljátssza John Kramer / Kirakós szerepét. 2022 decemberében Synnøve Macody Lund, Steven Brand és Michael Beach csatlakozott a szereplőgárdához, nem ismertetett szerepekben. Shawnee Smith megismétli Amanda Young szerepét. Ugyanebben a hónapban Renata Vaca, Paulette Hernandez, Joshua Okamoto és Octavio Hinojosa csatlakozott a stábhoz.
A forgatás 2022. október végétől 2023 februárjáig zajlott Mexikóvárosban.